# Magentastormvogel
De magentastormvogel (Pterodroma magentae) is een vogel uit de familie van de stormvogels en pijlstormvogels (Procellariidae). Het is een ernstig bedreigde, endemische vogelsoort van het zeegebied rond de Chathameilanden ten oosten van Nieuw-Zeeland.

## Etymologie
magentae komt van de naam van het korvet Magenta dat in 1866/67 een wetenschappelijke reis maakte waar Giglioli als zooloog meevoer, en gedurende welke het eerste exemplaar werd verzameld.

## Kenmerken
Deze stormvogel is 38 cm lang. Het is een middelgrote zeevogel die sterk lijkt op de verwante soorten phoenixstormvogel (P. alba) en Schlegels stormvogel (P. incerta). Deze soort is iets groter en minder bruinkleurig dan de phoenixstermvogel en slanker dan Schlegels stormvogel die bruin op de onderstaart is.  De magentastormvogel is egaal bruingrijs van boven en op de borst. De rest van de borst en de buik zijn wit, net als de onderstaartdekveren. De vleugels zijn van onder bruin, bleker gekleurd zijn de vleugelpennen.De snavel is zwart, de poten zijn roze.

## Verspreiding, leefgebied en voortplantingsgedrag
De vogel werd in 1869 beschreven aan de hand van exemplaren die op de Grote Oceaan waren verzameld. Daarna is de vogel 111 jaar niet meer waargenomen tot ze in 1978 werden herontdekt in het zuidwesten van de Chathameilanden. Het is een zeer zeldzame zeevogel die voorkomt in het zeegebied rond deze eilanden. Buiten de broedtijd maken de vogels grote zwerftochten die reiken tot de kustwateren van Tasmanië en Zuid-Amerika. De mannetjes van deze stormvogel verblijven 3 tot 10 jaar op open zee voor zij een plaats om te broeden opzoeken, vrouwtjes blijven een jaar langer op zee.
De broedgebieden liggen 4 tot 6 km landinwaarts in dichtbegroeid bos. De vogels broeden van september tot mei in holen die wel vijf meter diep kunnen zijn. Beide partners van een paar broeden en blijven levenslang bij elkaar.

## Status
De magentastormvogel heeft een zeer klein broedgebied en daardoor is de kans op uitsterven aanwezig. De grootte van de populatie werd in 2012 door BirdLife International geschat op 150-200 individuen. De vogel is in de negentiende eeuw op een dramatische manier achteruitgegaan door ontbossing, exploitatie door de maori's en de introductie van roofdieren (verwilderde katten, honden) en soorten ratten. Sinds de herontdekking van de broedplaatsen worden beschermingsmaatregelen genomen zoals het verdelgen van verwilderde huisdieren en ratten, daardoor neemt de populatie een beetje toe. Maar de zeevogels blijven afhankelijk van dit soort maatregelen en daarom staat deze soort (nog) als ernstig bedreigd (kritiek) op de Rode Lijst van de IUCN.